# Landkreis Röbel/Müritz
Landkreis Röbel/Müritz was een district (Landkreis) in de Duitse deelstaat Mecklenburg-Voor-Pommeren. 

## Geschiedenis
Het district Röbel/Müritz ontstond op 3 oktober 1990 na de Duitse hereniging uit het volledige Kreis Röbel/Müritz. Op 11 juni 1994 hield het district op te bestaan. De steden en gemeenten werden hierna onderdeel van het district Müritz, een nieuw district dat werd gevormd uit de toenmalige districten Röbel/Müritz en Waren en enkele gemeenten uit de districten Malchin en Neustrelitz.